# Clara Oenicke
Clara Oenicke, född 1818, död 1899, var en tysk konstnär (målare). 
Hon var 1867 en av grundarna till Verein der Künstlerinnen und Kunstfreundinnen.